# Waleri Artjuchow
Waleri Wladimirowitsch Artjuchow (kyrillisch Валерий Владимирович Артюхов; * 18. Juni 1971) ist ein ehemaliger kasachischer Eiskunstläufer, der im Paarlauf startete.
Waleri Artjuchow trat international nur in der Saison 1999/2000 in Erscheinung, als er mit der international wesentlich erfahreneren Läuferin Marina Chalturina ein Team bildete. Beide wurden in jener Saison kasachische Meister, Siebte der Vier-Kontinente-Meisterschaften sowie Zwölfte der Weltmeisterschaft.